# Бершадська меблева фабрика
Бершадська меблева фабрика — підприємство деревообробної промисловості в місті Бершадь Вінницької області.

## Історія
Після закінчення громадянської війни в селищі Бершадь (який став центром Бершадського району) почалося відновлення господарства. Вже в 1921 році місцеві ремісники об'єдналися в кілька артілей, однією з яких стала артіль столярів.
Спочатку це була невелика майстерня, в якій працювали кілька ремісників, що виготовляли в основному вози і брички.
У ході індустріалізації 1930-х років дрібні ремісничі артілі об'єднані в шість промислових артілей, одна з яких у подальшому отримала додаткове обладнання та інструменти, була реорганізована в меблеву фабрику і освоїла випуск меблів.
В ході Другої світової війни 29 липня 1941 року Бершадь окупували німецько-румунські війська. З наближенням до населеного пункту лінії фронту окупанти почали руйнування райцентру, вони встигли спалити ряд будівель і зруйнувати частину промислових підприємств, але завдяки зусиллям підпільників деревообробне виробництво вдалося врятувати від знищення. 14 березня 1944 року радянські війська звільнили Бершадь.
Незабаром фабрика була відновлена і відновила роботу. У перші повоєнні роки працівники фабрики активно брали участь у стахановському русі. Надалі, фабрика була реконструйована і перетворена у велике підприємство. На початку 1970-х років виготовляла меблі для квартир і підприємств громадського харчування на суму 2 млн. рублів на рік.
В цілому, в радянський час меблева фабрика входила в число провідних підприємств райцентру.
Після проголошення незалежності України державне підприємство перетворено в колективне підприємство.
У вересні 2002 року господарський суд Вінницької області порушив справу про банкрутство меблевої фабрики.

## Діяльність
В останні роки основною продукцією фабрики були столи, стільці, паркет і дерев'яні будівельні деталі.